# Айвенго

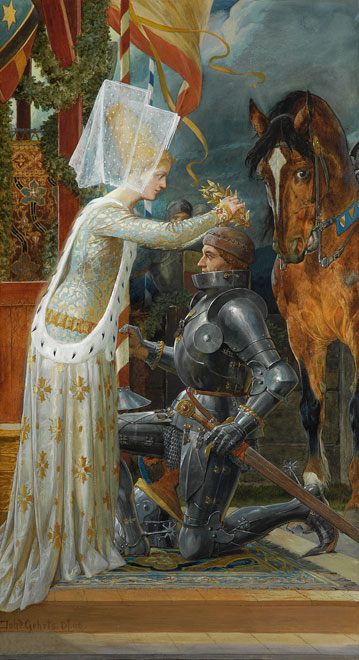
Иоханнес Герц. «Награждение Айвенго» (кон. XIX в.)

«Айве́нго» (англ. Ivanhoe: A Romance) — один из первых исторических романов. Опубликован в 1819 году как произведение автора «Уэверли» (как позднее выяснилось, Вальтера Скотта). В XIX веке был признан классикой приключенческой литературы. Продажи книги были феноменальными для того времени: первый тираж в 10000 экземпляров был распродан менее чем за две недели. Успех романа способствовал пробуждению романтического интереса к Средним векам (см. Неоготика).
«Айвенго» — первый роман Скотта, действие которого происходит за пределами Шотландии. События приурочены к 1194 году — через 128 лет после битвы при Гастингсе, в результате которой англосаксы были покорены норманнами.

## Предыстория

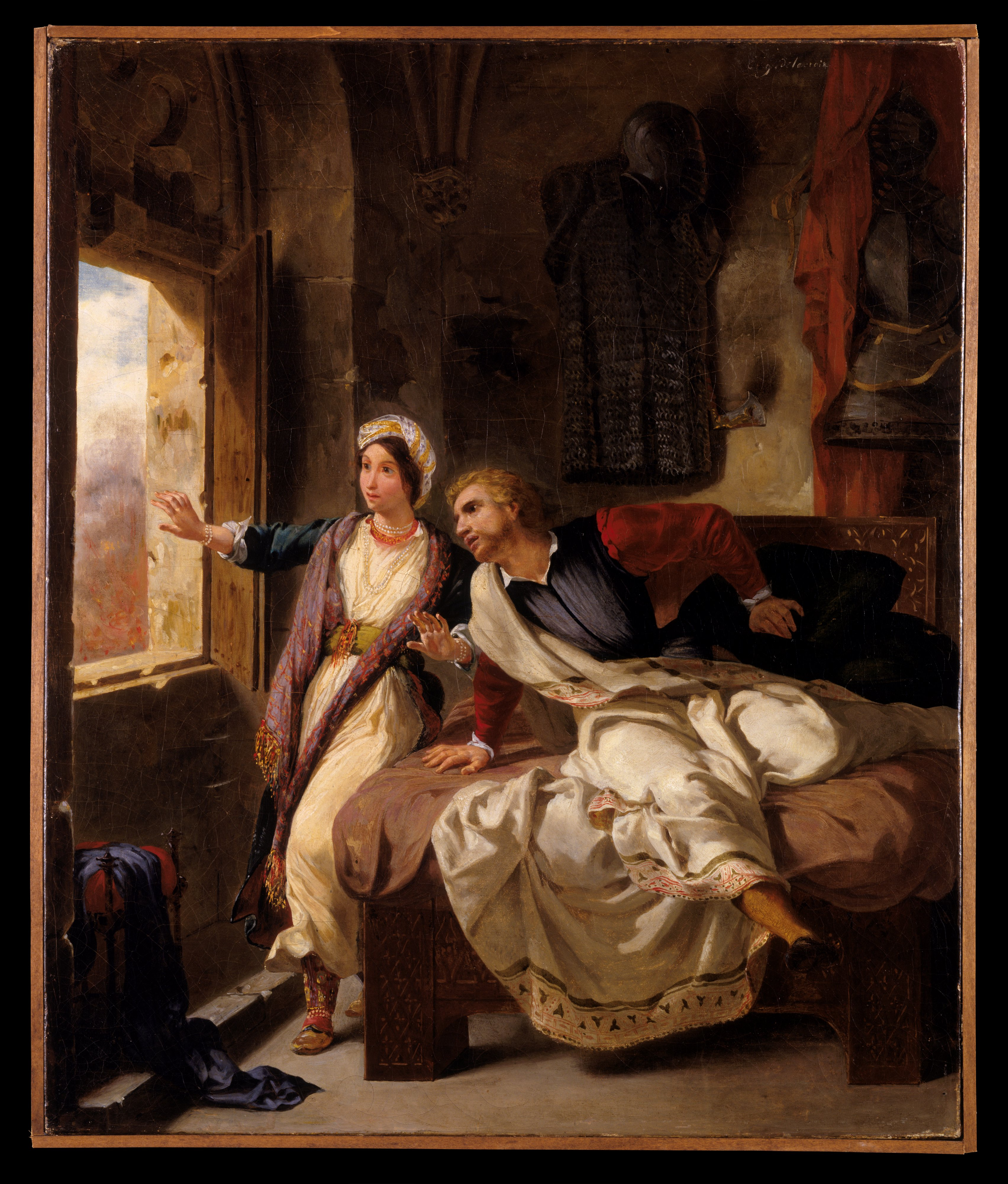
Эжен Делакруа. «Ревекка, ухаживающая за раненым Айвенго» (1823)

«Айвенго» — первый роман, в котором Скотт обращается к чисто английской теме, изображая вражду англосаксов и норманнов во время правления Ричарда I. Дж. Г. Локхарт в своём труде «Жизнь Вальтера Скотта» (англ. Life of Sir Walter Scott; 1837—1838) предполагает, что решение обратиться к средневековой Англии было вызвано «послеобеденной беседой» писателя с другом Уильямом Клерком, привлекшим внимание Скотта к антагонизму двух народов Британии. Клерк отметил, что слова, используемые для названия пород домашнего скота, в английском языке имеют англо-саксонские корни (например, sheep — «овца», pig — «свинья», cow — «корова»), а для обозначения приготавливаемых из них блюд применяются заимствованные из французского термины (mutton — «баранина», pork — «свинина», beef — «говядина»). Эта иллюстрация подчинённости саксонцев землевладельцам-норманнам упоминается в «Айвенго».
Скотт хотел, чтобы роман был опубликован без указания авторства. Ему было любопытно, узнает ли общественность «автора „Уэверли“», и кроме того, он надеялся опубликовать после «Айвенго» следующий роман «Монастырь», чтобы конкурировать на литературном поприще с самим собой. Отказаться от этого плана его убедил издатель Арчибальд Констебль, опасавшийся, что два романа нанесут ущерб продажам друг друга. Скотт был рад представить подробности из позднего Средневековья.

## Сюжет

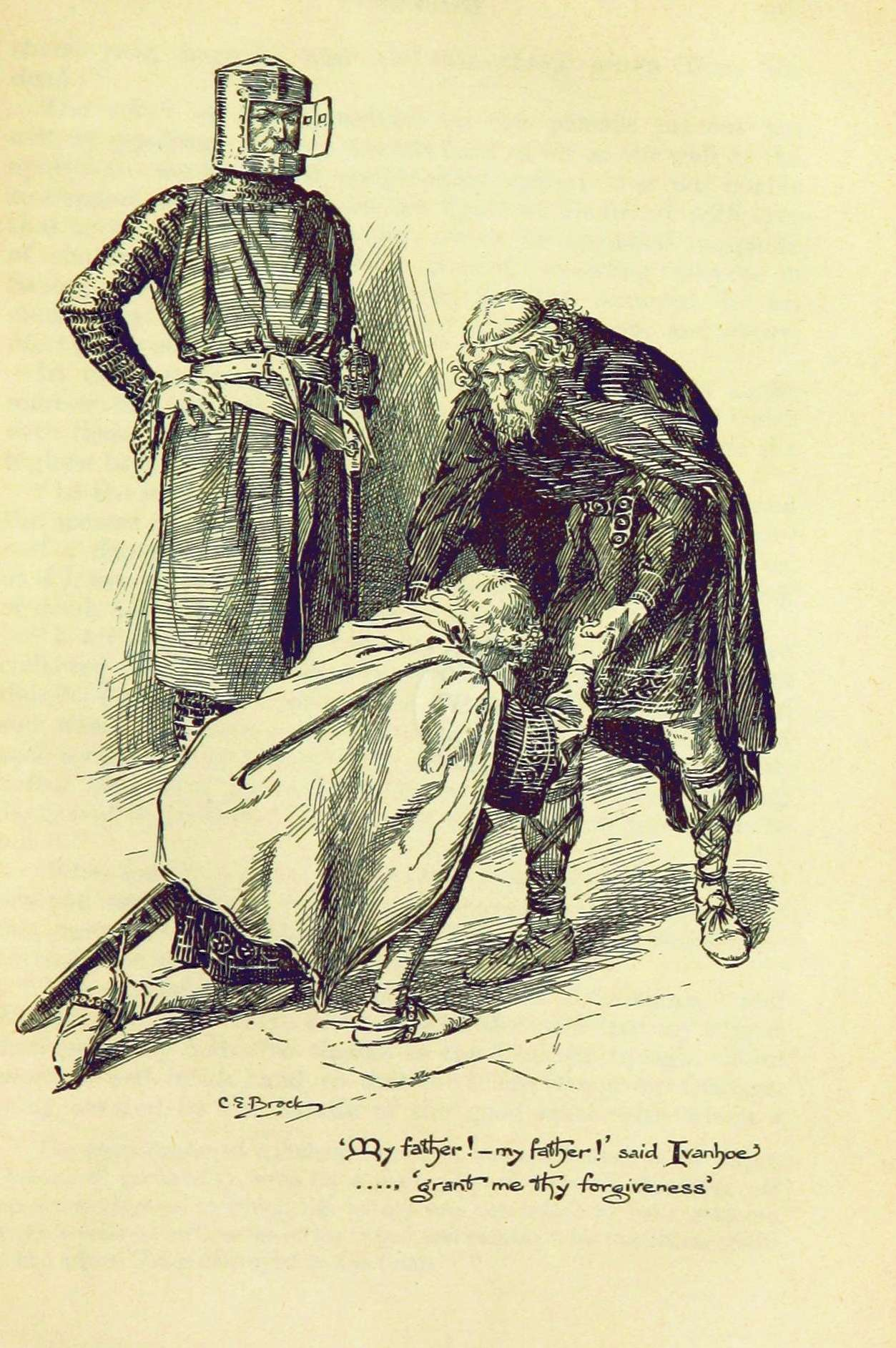
Айвенго, просящий прощения у Седрика в присутствии короля Ричарда. Илл. Чарльза Эдмунда Брока (1897)

По завершении третьего крестового похода многие рыцари возвращаются в Европу. В Англии нет порядка: король Ричард Львиное Сердце находится в плену у австрийского герцога Леопольда, а замещавший его Принц Джон собирается захватить трон, собирая вокруг себя норманнских феодалов и потакая их самоуправству в притеснении саксонского населения. Но те знатные саксонцы, кто ещё сохранил земли и статус, тешат себя надеждой восстановить собственную династию, воспользовавшись смутой. Седрик Ротервудский, богатый землевладелец, - один из рьяных поборников этой попытки возродить былое могущество саксов. Его родич Ательстан Конингсбургский - прямой потомок короля Альфреда, наиболее законный претендент на роль саксонского короля. Однако его апатичный и ленивый характер вызывает недоверие у части сподвижников, и Седрик, дабы придать большего веса его фигуре, планирует женить его на своей воспитаннице, прекрасной леди Ровене, в жилах которой тоже течет королевская кровь. Старый тэн настолько увлечён своей идеей, что по слухам, даже отрёкся от своего сына Уилфреда, полюбившего Ровену. Впрочем, сам Седрик говорит, что причина неблагосклонности - в пренебрежении отцовскими запретами, которые Уилфред нарушил, присоединившись ко двору короля Ричарда (в том числе в походе в Палестину) и приняв от него в качестве феода баронское поместье Айвенго. 
Роман начинается с того, что двое рабов Седрика, свинопас Гурт и шут Вамба, возвращаясь из леса после работы, встречают прелата Эймера и рыцаря-храмовника Бриана де Буагильбера, направляющихся со свитой на рыцарский турнир в Ашби-де-ла-Зуш. Рыцарь и приор планируют заехать в поместье Седрика, чтобы переждать непогоду и попытаться увидеть Ровену, о красоте которой идёт громкая молва. Однако, шут называет им неверную тропу, и только встреченный на распутье пилигрим, возвращающийся из Святой Земли, помогает им найти дорогу к поместью тэна. Седрик, следуя законам гостеприимства, не может не принять путников, кроме того леди Ровена, да в душе и он сам, рады возможности расспросить гостей о новостях из Палестины. Случайно прибывшему вскоре за норманнами пожилому еврею Исааку из Йорка тоже не отказано в крове, хотя кроме пилигрима никто не изъявил желания пустить его за стол. Когда Седрик предлагает тост за тех, кто доблестнее всех сражается в крестоносном войске, Буагильбер, вернувшийся после боёв за Гроб Господень, отмечает, что именно тамплиеры по праву занимают этот титул. Однако пилигрим рассказывает о турнире в Акре, на котором король Ричард и команда его рыцарей одержали победу над несколькими рыцарями храма, включая самого Бриана де Буагильбера. По просьбе Седрика пилигрим называет победителей поимённо, многие из них оказались саксонского происхождения, но последнее имя он "забывает". Храмовник, потерпевший поражение от этого рыцаря, сам сообщает, что это был Уилфред Айвенго, но не признаёт своего поражения, приписывая его случайности и заявляя о готовности при первой же возможности взять реванш. Пилигрим клянётся, что как только Уилфред вернётся в Англию, он не преминет встретиться с храмовником, последний отвечает той же клятвой. Эймер принимает залог спора от обоих, после чего, чтобы избежать дальнейших конфликтов, отправляется со своим соратником ко сну. После ужина леди Ровена пытается расспросить пилигрима о судьбе Айвенго, но тот не говорит ей ничего конкретного о времени его возвращения или пути на родину. На предложение же слуг рассказать о хозяйском сыне, он отвечает прямым отказом, из-за чего его на ночь помещают в наиболее неустроенной части усадьбы, рядом с евреем и свинопасом.
Утром пилигрим поднимает Исаака и сообщает ему, что накануне слышал, как Буагильбер приказал своим невольникам-мусульманам схватить еврея и отвезти его в замок кого-либо из соседей-норманнов с целью грабежа и вымогательства. Пилигрим с Исааком тайно покидают поместье Седрика, воспользовавшись помощью Гурта, который после короткого разговора с паломником выражает полную готовность следовать его указаниям. Достигнув ближайшего города, пилигрим собирается оставить еврея, отказываясь от его всяческих посулов, пока Исаак проницательно не предлагает возможность заполучить коня и вооружение, руководствуясь своими умозаключениями о вчерашнем разговоре и блеснувших из-под плаща рыцарских шпорах.
На турнир в Ашби съехался народ со всей Англии, в том числе и принц Джон с приближёнными, Седрик с Ровеной и Ательстаном, и Исаак из Йорка с дочерью Ревеккой - на самом деле он богатый ростовщик, ссужающий деньги расточительному принцу на его политические и гедонистические предприятия. Пятеро рыцарей-зачинщиков, в состав которых благодаря своему авторитету принят на правах предводителя и Бриан де Буагильбер, вызывают остальных участников на бой. Помимо призового коня, победитель получит право выбрать распорядительницу турнира, королеву любви и красоты, которая будет вручать награду на второй день. Четыре раза на вызов зачинщиков откликаются различные рыцари, но все они выбирают биться "оружием вежливости", и так или иначе терпят поражение. После четвёртой очереди долго никто не выходит против зачинщиков, пока наконец не появляется новый боец — рыцарь инкогнито, несущий на щите испанский девиз "Desdichado" - "Лишённый Наследства". Он демонстрирует необычно ловкое владение конём и дерзко вызывает Бриана де Буагильбера сразиться боевым оружием (в переводах - насмерть). В результате поединка храмовник оказывается повержен - во время второго столкновения с Рыцарем Лишённым Наследства у Бриана де Буагильбера в момент удара лопается подпруга. Зрители встречают безымянного победителя ликованием, и с восторгом следят, с какой ловкостью и достоинством он проводит схватки с остальными зачинщиками, каждый раз выходя с преимуществом, и только Исаак из Йорка невольно сетует в разговоре с дочерью, насколько небрежен герой с дорогими конём и вооружением, доставшимися ему по протекции еврея. Принцу Джону не остаётся иного выхода, кроме как объявить Рыцаря Лишённого Наследства победителем, хотя его анонимность и явное превосходство рождает в принце неприязнь и подозрительность. Рыцарь выбирает в качестве королевы любви и красоты леди Ровену, чем ещё более досаждает его высочеству, неприкрыто издевавшемуся над саксонскими зрителями перед началом турнира.

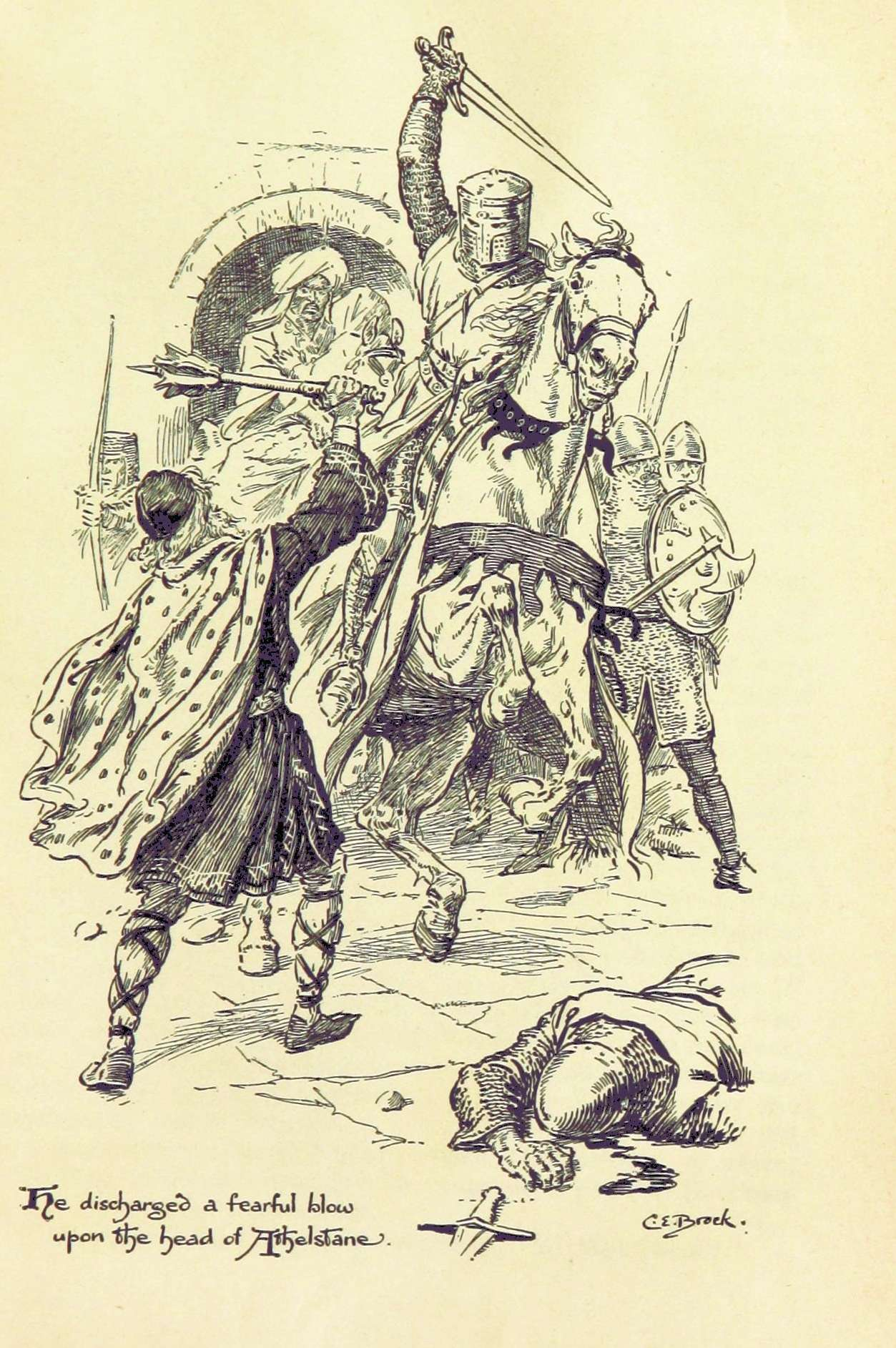
Поединок Ательстана с Буагильбером у ворот замка. Илл. Чарльза Эдмунда Брока

По окончании поединков, по рыцарским законам победитель получает в собственность коней и доспехи побеждённых противников, либо выкуп за них, однако Рыцарь Лишённый Наследства отказывается принять доспехи Бриана де Буагильбера, которого считает личным врагом, а с других рыцарей берет лишь половину суммы. Затем он отправляет Гурта, исполняющего при нём роль оруженосца, к Исааку, чтобы вернуть коня и деньги за вооружение. Впрочем, Ревекка, посчитав что принять эту плату будет неблагодарностью, с излишком возвращает Гурту уплаченную сумму. Возвращаясь по темноте, свинопас натыкается на банду разбойников. По счастью главарь банды оказался благосклонен к анонимному рыцарю и посчитал зазорным отбирать у него добытое острым копьём у тех, кого сами разбойники тоже почитают врагами, и проявить большую жадность, чем еврей-ростовщик.
На второй день турнира назначен бугурт: групповое противоборство двух команд, одну из которых возглавляют зачинщики, а другую - победитель предыдущего дня Рыцарь Лишённый Наследства. Сражение проходит бурно и многие участники так или иначе выбывают, и со временем Рыцарь Лишённый Наследства оказывается зажат между тремя противниками - Брианом де Буагильбером, Реджинальдом Фрон де Бефом (одним из зачинщиков и враждебным соседом Седрика) и Ательстаном, которого, несмотря на предпочтения Седрика, задело внимание вчерашнего чемпиона к Ровене. В этот острый момент на помощь подоспевает рыцарь в чёрных доспехах, который до этого не принимал в свалке активного участия, за что зрители между собой назвали его Чёрным Лентяем. Он выбивает из сёдел Фрон де Бефа и Ательстана, и снова удаляется, тогда как Рыцарь Лишённый Наследства получает возможность выбить из седла храмовника, после чего принц Джон объявляет противоборство завершённым. Не найдя после битвы Чёрного Рыцаря, он вынужден снова признать героем дня Рыцаря Лишённого Наследства. Когда последнего принуждают снять шлем перед королевой любви и красоты для увенчания, Ровена узнаёт в нём Уилфреда Айвенго. Но награждённый рыцарь внезапно теряет сознание: он ранен. В ходе возникшей сумятицы Ревекка уговаривает отца перевезти рыцаря в свой дом, где она сможет оказать ему медицинскую помощь, и слуга Седрика, посланный позаботиться о нём же, обнаруживает лишь Гурта, которого и предоставляет тану, как сбежавшего раба. Принц Джон приглашает Седрика и Ательстана на вечерний пир, но внезапно ему доставляют письмо с французской печатью и содержанием "Будьте осторожны - дьявол спущен с цепи". Опасаясь скорого возвращения брата Ричарда, которое сулит эта записка, Джон вынужден закончить турнир раньше времени, отменив третий день, отведённый на состязание в стрельбе и бой быков для простого народа. Чтобы не оставлять чернь без обещанных зрелищ, принц объявляет стрелковое состязание и принуждает участвовать в нём йомена Локсли, чьи слова ранее показались ему слишком дерзкими и хвастливыми. Тот соглашается на условии, что после выстрела по официальной мишени он предложит противнику свою собственную. Блестяще поразив мишень и расщепив стрелу противника, йомен предлагает целиться в ивовый прут, и, когда его противник лесничий отказывается от вызова как невозможного, Локсли демонстрирует мастерство и в этот раз, завоёвывая наградную перевязь и рог.
Несмотря на необходимость срочно отбыть в Йорк, чтобы собрать силы для противостояния Ричарду, принц Джон всё-таки устраивает вечерний пир. Седрик и Ательстан посещают его, но становятся мишенью множества насмешек, и в гневе покидают Ашби, посеяв среди соратников Джона дополнительную смуту предложением тоста за Ричарда Львиное Сердце как единственного достойного норманна. На следующий день Морис де Браси - предводитель наёмных войск, подчиняющихся принцу Джону - вместе с Брианом де Буагильбером готовит засаду для отряда Седрика: принц Джон вскользь предложил Морису жениться на леди Ровене, и тот решил похитить её под личиной лесного разбойника, а после укрыть в замке Фрон де Бефа. Вместе с поездом саксов в плену оказываются также Исаак с дочерью, которые тайно везли с собой в Йорк раненного Уилфреда, но были вынуждены примкнуть к Седрику, когда нанятые проводники бросили их в лесу. Спастись от нападавших смогли только Гурт, немногим ранее освободившийся благодаря помощи Вамбы, и сам шут. Несмотря на смертельную обиду на Седрика, с утра поднявшего руку на рабочего пса Гурта, свинопас готов прийти на помощь в трудную минуту. Однако слуг останавливает Локсли: разведав положение дел, он заключает, что необходимо собрать как можно больше сил, чтобы противостоять обученным и хорошо вооружённым налётчикам. Гурт узнаёт в нём ночного знакомца из Ашби, и хотя Вамба склонен относиться к новому знакомому более осторожно, готов полностью ему довериться. Посетив место сбора разбойников, Локсли отдаёт необходимые распоряжения, а сам отправляется к причетнику из Копменхерста, которого находит в компании Чёрного Лентяя - последний сбился с пути в густом лесу, и был вынужден обратиться за гостеприимством к нелюдимому монаху, после некоторых сомнений, предоставившему гостю кров, угощение олениной и вином. Узнав о произошедшем, рыцарь изъявил страстное желание принять участие в спасении пленников, а причетник по команде Локсли меняет рясу на зелёные одежды лесных разбойников.
Тем временем, пленники оказываются заключены в замке по отдельности друг от друга. Седрика и Ательстана помещают вместе в старом пиршественном зале. Им предоставлено питание и возможность заплатить выкуп. Уилфред, о присутствии которого знает только де Браси, строго стерегут двое воинов, выдавая за раненного товарища. Еврея Исаака Фрон де Беф помещает в темницу и угрожает пыткой на раскалённой решётке, если тот не заплатит тысячу фунтов серебром. Исаак в отчаянии отказывается, когда понимает, что даже в этом случае он не освободит свою дочь: её выбрал в качестве своей доли в добыче Бриан де Буагильбер. Однако Ревекка, заключённая в отдалённой башне, воспользовалась доступом на открытую площадку, чтобы иметь возможность броситься со стены в случае угрозы бесчестья. Такая решимость и твёрдость поражает храмовника. Он решает, что эта девушка должна стать его по своей воле и рассказывает ей о своём разочаровании в женщинах, своих политических амбициях и положении в ордене, пытаясь убедить её довериться, но терпит крах. Морис де Браси же объясняется с Ровеной и получает столь же холодный и гордый ответ, пока не упоминает, что в его власти жизнь и смерть Уилфреда Айвенго: стоит Фрон де Бефу узнать об этом пленнике, он не преминет воспользоваться положением и убить рыцаря, чей феод передал Фрон де Бефу принц Джон. Не зная, как поступить в этой ситуации, леди Ровена в отчаянии разражается потоком слёз, чем выбивает де Браси из колеи. В этот момент звук рога привлекает внимание собравшихся в замке.
Разбойники во главе с Локсли кольцом окружили замок. Норманнам передано письмо с требованием отпустить пленных под угрозой осады. У норманнов недостаточно людей для полноценной защиты, но они не собираются сдавать позиции. В ответном письме они угрожают повесить Седрика и Ательстана и предлагают прислать исповедника. Воспользовавшись этим поводом, шут Вамба под видом монаха пробирается в замок и подменяет собой Седрика. Блуждая по замку в поисках выхода тан сталкивается со старухой Урфридой и с ужасом узнаёт в ней дочь Торкиля Вольфгангера, Ульрику: её считали погибшей с тех пор, как отец Реджинальда Фрон де Бефа захватил замок, убив знатного сакса и его сыновей, но на самом деле она стала наложницей норманна. Воспользовавшись своим положением в замке и красотой, она из мести подбила Реджинальда на отцеубийство. Спустя прошедшее время она мучится своей жизнью, не может найти утешения в христианской религии и её рассказ отвращает Седрика. Видя это, Ульрика приходит в мыслях к окончательному способу свести счёты с тираном и своей жизнью. Она предупреждает Седрика, что вывесит на башне алое знамя, когда осаждённым будет не до охраны стен, и можно будет атаковать наверняка. Впрочем, осаждённые рыцари имеют свои планы на присланного йоменами монаха: Фрон де Беф пытается передать через него послание в Йорк, откуда к ним может прийти на помощь сильный отряд.
Под предводительством Чёрного Рыцаря и Седрика начинается штурм замка. Айвенго, охранников которого отозвали на стены, оказывается снова на попечении Ревекки. Он просит девушку исподтишка следить за ходом битвы через бойницу и пересказывать ему события. Когда нападающие занимают палисад, барон Фрон де Беф получает смертельную рану от руки Чёрного Рыцаря, и товарищи относят его во внутренние покои. Чтобы преодолеть ров, Чёрный Рыцарь показывает, как использовать плавучий мост, но пересечь его под обстрелом со стен удаётся только ему самому и Седрику. Не обращая внимания на опасность, рыцарь начинает в одиночку ломать ворота, пока разбойники из луков обстреливают осаждённых, пытающихся уметить двух бесстрашных воинов. Только доспехи де Браси выдерживают попадание стрел Локсли, и он уже собирается обрушить кусок кладки на Седрика и Чёрного Рыцаря, когда Бриан де Буагильбер его останавливает, сообщая, что замок горит: Ульрика подожгла запас дров и вывесила условленный знак на башне, оставив хозяина замка задыхаться в клубах дыма и мучиться бессилием в преддверии смерти. Единственный путь к спасению для осаждённых - прорваться наружу. Де Браси открывает ворота, чтобы сразить Чёрного рыцаря, но проигрывает бой. Чёрный Рыцарь называет ему себя, и Де Браси покорно сдаётся. Храмовник, собрав остатки людей, увозит из горящего замка Ревекку через другие ворота, по дороге сразив Ательстана, пытавшегося ему помешать, приняв еврейку за Ровену. Ульрика гибнет при обрушении охваченной огнём башни, однако Седрик с Гуртом успевают спасти Ровену, Чёрный рыцарь выносит на руках Айвенго, о котором ему сказал де Браси, а разбойникам удаётся неплохо поживиться в замке прежде, чем он превращается в обугленную руину. На следующее утро Седрик провозглашает Гурта свободным человеком и приглашает всех на поминальный пир в замке Ательстана в Конингсбурге, после чего отбывает. Локсли распределяет добычу между своими подопечными, и дарит Чёрному Рыцарю жизнь Мориса де Браси (которого рыцарь незамедлительно отпускает) и рог, на призыв которого обещает прийти при необходимости. Причетник, выбравшийся из подземелий Торкильстона, приводит с собой Исаака, а партия разбойников, промышлявших на дороге - приора Эймера. Под давлением Локсли, когда-то вылеченного Ревеккой, Эймер соглашается написать Буагильберу с советом принять за неё выкуп.
С этим письмом Исаак обращается в прецепторию храмовников Темплстоу, где укрылся Буагильбер. Но в прецепторию недавно прибыл гроссмейстер ордена, грозный Лука Бомануар — строгий аскет, ратующий за честь ордена и соблюдение обетов. Прочитав написанное куртуазным языком письмо Эймера, Бомануар видит в использованных эпитетах прямое указание на обвинение Ревекки в колдовстве, и устраивает показательный суд. Соратники Буагильбера по орденским интригам не готовы поступиться его фигурой - он должен стать следующим магистром ордена. Они убеждают Буагильбера отступиться от Ревекки, тем более, что ему всё ещё не удаётся сломить её волю, обеспечивают купленных свидетелей обвинения. Ревекка получает записку, в которой содержится совет требовать Божьего суда: Бриан де Буагильбер планировал сам выступить в роли анонимного защитника, но один из прецепторов предлагает выставить его защищать обвинение. Ревекка может лишь передать письмо отцу в надежде, что за три дня он найдёт заступника. В любом случае смерть на костре для неё предпочтительнее, чем гордый и жестокий рыцарь храма, сколько он ни пытается её запугать, одновременно обещая спасение, славу, богатство и власть, если она согласится быть его любовницей.
Исаак находит Уилфреда и короля Ричарда, скрывавшегося до сих пор под именем Чёрного Рыцаря, в Конингсбургском замке, где на торжественных поминках обнаружилось, что Ательстан был лишь оглушен ударом храмовника, но корыстолюбивые монахи попытались скрыть это, удерживая сакса в заперти на хлебе и воде, чем привели его в бешенство. На почве пережитых потрясений Ательстан отрекается от претензий на английский трон и выражает своё почтение Ричарду, а также освобождает Ровену от нежеланной помолвки с ним ради Уилфреда, примирившегося с отцом по протекции отважного короля. Впрочем весть об опасности, в которой находится Ревекка, заставляет юношу пренебречь недолеченной раной и мгновенно покинуть замок. За ним устремляется и Ричард.
В назначенный день Божьего Суда тамплиеры до вечера ожидают, не явится ли необходимый Ревекке защитник. Буагильбер, всё ещё не осознавая своей вины, в последний раз предлагает Ревекке сбежать, но та в очередной раз чурается его. Когда на ристалище появляется Уилфред Айвенго, храмовник поначалу отказывается с ним драться, ссылаясь на его усталость после долгой дороги и слабость, но Айвенго обвиняет его в нарушении слова и трусости, что приводит рыцаря храма в бешенство: его лицо из бледного становится ярко-алым, когда он готовится к поединку. Столкновение рыцарей повергает Уилфреда наземь вместе с усталым конём, но и Бриан де Буагильбер неожиданно теряет равновесие в седле и падает, едва задетый копьём. Уилфред быстро поднимается из-под коня, и угрожает Бриану мечом, но тот не подаёт признаков жизни. Когда с него снимают шлем, свидетели видят, как багровый цвет лица сменяется смертельной бледностью: рыцарь умер жертвой своих необузданных страстей.
После некоторых уговоров Седрик, наконец, сдаётся и соглашается на брак своего сына и воспитанницы. Уилфреда венчают с Ровеной. Ревекка с отцом уезжает в Гранаду. Перед отъездом еврейка посещает Ровену и вручает ей дорогое бриллиантовое ожерелье в знак своей благодарности, говоря, что сама теперь отреклась от мирских радостей и собирается полностью посвятить свою жизнь помощи людям.

## Персонажи

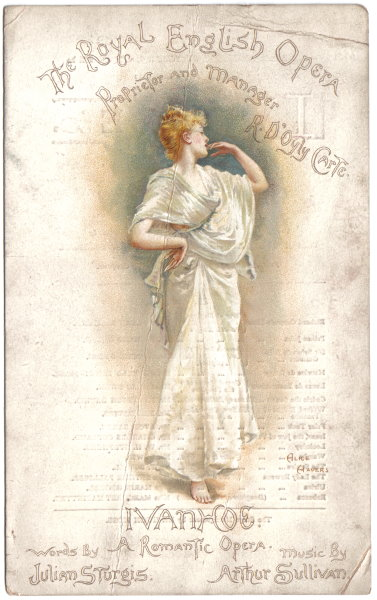
«Айвенго», опера Артура Салливана

- Уилфред Айвенго — рыцарь, главный герой. Именем его феода назван роман. Сын Седрика Сакса, фаворит и верный сподвижник короля Ричарда Львиное Сердце, влюблён в леди Ровену.
- Бриан де Буагильбер — храмовник, норманнский рыцарь и главный антагонист Айвенго. С презрением относится к религиозному чувству и суевериям, всячески потакает своим амбициям, в том числе - желанию заполучить Ревекку, дочь Исаака из Йорка. Планирует занять место магистра ордена.
- Ревекка — дочь еврейского ростовщика, владеющая лекарским искусством. Ухаживая за раненным Уилфредом, безответно влюбляется в него. В свою очередь, становится пленницей внимания и страсти Бриана де Буагильбера и жертвой обвинения в колдовстве.
- Исаак из Йорка — отец Ревекки, богатый еврейский ростовщик, ссужающий деньги принцу Джону. Зачастую в момент опасности пытается выдать себя за бедняка. Вдовец, Ревекка для него - главное и единственное, что осталось от любимой жены. Имеет брата, живущего в Гранаде.
- Натан бен Самуэль (он же Натан бен Израиль) — раввин, еврейский врач, живущий в городке неподалёку от прецептории Темплстоу. Принял у себя Исаака из Йорка, когда тот направлялся выкупать свою дочь, и в дальнейшем сопровождал его до прецептории.
- «Чёрный рыцарь», «Чёрный лентяй» (фр. Le Noir Fainéant), «Рыцарь Висячего Замка» — король Англии Ричард I Львиное Сердце, после освобождения из плена вернувшийся в королевство инкогнито, чтобы дать время своим верным вассалам собрать силы для противостояния принцу Джону. Склонен к легкомысленному поведению и риску.
- Роберт Локсли — храбрый йомен, предводитель лесных разбойников, взявший приз в стрелковом состязании в Ашби и организовавший спасение захваченных в плен саксов из замка Торкильстон. Когда Ричард открывается лесным стрелкам после удачного спасения от подосланных убийц, Локсли в ответ признаётся, что его собственное настоящее имя - Робин Гуд из Шервудского леса.
- Причетник из Копменхерста - монах-отшельник при часовне и источнике Святого Дунстана, соратник Локсли, известный под именем брата Тука — крепкий, сильный и склонный к разгульному образу жизни человек.
- Седрик Ротервудский, Седрик Сакс — саксонский тэн, отец Уилфреда Айвенго, один из идеологов борьбы саксов за восстановление собственной монархии. При желании, мог бы и сам претендовать на роль потенциального короля, однако предпочитал не увеличивать раздор, а попытаться объединить силы соратников, поженив Ательстана и Ровену. Возвращение короля Ричарда сделало невозможным реализацию политических планов Седрика, к тому же после освобождения из Торкильстона он оказался в долгу у нормандского короля, который в качестве платы за услугу выпросил у Седрика прощение для его Уилфреда.
- Ровена — воспитанница Седрика Сакса, происходящая от короля Альфреда. Скептически относится к политическим планам Седрика, пользуется полной свободой предоставляемой ей в его поместье, несмотря на помолвку с Ательстаном, другим потомком саксонской королевской династии, влюблена в Уилфреда Айвенго.
- Ательстан Конингсбургский, по прозвищу Неповоротливый (англ. Unready) — потомок последнего короля саксонской династии, родственник Седрика Ротервудского, который прочил Ательстана в мужья леди Ровене. Храбр и силён, но неповоротлив, имеет слабость к обильной сытной пище. После злоключений в замке Торкильстон и в монастыре, где его скрывали после потери сознания, выдавая за мёртвого, отрёкся и от политических амбиций, и от претензий на леди Ровену и посвятил себя тяжбам с алчными церковниками.
- Принц Джон — брат короля Ричарда, узурпировавший правление Англией в его отсутствие. Корыстолюбив, своеволен и труслив, не гнушается шпионажем и подстреканием к убийству брата, но пользуется его милостью.
- Реджинальд Фрон де Беф — норманнский барон, владеющий имением Айвенго и замком Торкильстон по соседству с землями Седрика Ротервудского. Отцеубийца, имеющий склонность презирать религию, известный среди окрестного населения своими жестокостями и злоупотреблениями, как и все его слуги.
- Вальдемар Фиц-Урс — влиятельный вельможа в свите принца Джона, желающий стать канцлером; его дочь Алисия считается первой красавицей при дворе принца Джона. Вымышленный сын Реджинальда Фиц-Урса[англ.] , реального исторического лица, участвовавшего в убийстве Томаса Бекета, в свою очередь по наущению принца Джона совершает покушение на Ричарда, путешествующего практически в одиночку. Когда налёт останавливают лесные стрелки Робин Гуда, король с презрением даёт Вальдемару шанс уйти в изгнание.
- Приор Эймер — приор аббатства святой Марии в Жорво, очень богатый человек, страстно привязанный к мирским увлечениям: охоте, верховой езде, женщинам.
- Морис де Браси — командир дружины наёмников, служащий Принцу Джону. Планировал принудить Ровену к браку, однако попадает в плен к Ричарду Львиное Сердце при осаде Торкильстона. Получив от него свободу и возможность уехать во Францию невридимым, передаёт принцу Джону информацию о местонахождении его венценосного брата.
- Лука Бомануар — вымышленный гроссмейстер ордена тамплиеров, увлечённый идее очищения ордена и возвращения к строгому следованию обетам. Уличив Бриана де Буагильбера в привязанности к Ревекке, инициирует суд над последней по обвинению в колдовстве. Воспротивившись аресту Альберта Мальваузена, изгнан Ричардом за пределы страны.
- Конрад Монт-Фитчет — наперсник Бомануара.
- Альберт Мальвуазен — настоятель прецептории Темплстоу[англ.], приложивший множество усилий, чтобы выгородить Бриана де Буагильбера перед гроссмейстером, за счёт осуждения Ревекки.
- Филипп Мальвуазен — местный барон, брат Альберта, один из злокозненных соседей Седрика Сакса.
- Гурт — невольник-свинопас Седрика Сакса, позднее отпущенный хозяином на свободу. Сильно привязан к Уилфреду и исполняет роль его оруженосца, очень любит своего пса Фангса - когда Седрик, будучи не в духе, метнул в пса дротик, Гурт был готов окончательно отречься от служения своему хозяину.
- Вамба — придворный шут Седрика Сакса, раб, друг детства свинопаса Гурта. Остроумный, смелый и ловкий человек.
- Ульрика (Урфрида) — пленница Фрон де Бефа, дочь убитого его отцом тэна Торкиля Вольфгангера. Посвятила свою жизнь мщению и завершила его, устроив пожар в замке во время его осады стрелками Локсли во главе с королём Ричардом, после чего погибла.

## Влияние
- Роман сравнительно быстро завоевал себе популярность, войдя в «золотой фонд» британской классической литературы, а также послужил источником для многочисленных подражаний и заимствований, причём не только литературных, но и ономастических. В частности, он сделал популярным англосаксонское женское имя Ровена, которое, например, дал в 1898 году своей дочери Джером К. Джером.

## Адаптации
- «Айвенго» — пьеса Александра Дюма (1822)

### Кино
- «Айвенго» (Ivanhoe) — реж. Ричард Торп (США, 1952), трижды номинирован на премию «Оскар».
- «Айвенго» (Ivanhoe) — телесериал BBC, реж. Дэвид Малони (Великобритания, 1970).
- «Айвенго» (Ivanhoe) — реж. Дуглас Кэмфилд (Великобритания, 1982).
- «Баллада о доблестном рыцаре Айвенго» — реж. С. С. Тарасов (СССР, 1983).
- «Молодой Айвенго» — реж. Ральф Л. Томас (Великобритания, Канада, 1995).
- «Айвенго» (Ivanhoe) — мини-сериал BBC, реж. Стюарт Орм (Великобритания, США, 1997).

### Музыка
- Опера 1891 года[англ.] британского композитора Артура Салливана.
- Храмовник и еврейка — опера немецкого композитора Генриха Маршнера.

## Исторические несоответствия
- В романе многократно упоминаются пластинчатые рыцарские доспехи, которых в XII веке ещё не существовало, равно как и шлемов с решётчатыми забралами, подобными тому, что носит де Браси.
- Чтобы проникнуть в замок Торкильстон, шут Вамба наряжается францисканским монахом, упоминая в беседе св. Франциска, однако ко времени действия романа (1194) Франциску Ассизскому было не более 12 лет, а упоминаемый орден был им основан в 1208 году.
- На смертном одре Реджинальд Фрон де Беф сетует о том, что некогда его отец профинансировал строительство кармелитского монастыря на своих землях, но в его смертный час нет поблизости ни одного «босоногого монаха». Первая монашеская община на горе Кармель в Палестине появилась в 1155 году, а предположительное начало деятельности ордена кармелитов за пределами Палестины — не ранее 1214 года, когда орден получил свой устав.
- На пиру у Седрика Ротервудского тамплиер Бриан де Буагильбер, которому орденский устав предписывал носить белый плащ с красным крестом, облачён в белую мантию, украшенную крестом из чёрного бархата, как у тевтонских рыцарей. Несколькими же страницами ранее тот же странствующий Буагильбер описывается одетым в красный плащ с белым суконным крестом на плече, как у рыцаря-иоаннита[6].
- Лесничий Губерт несколько раз упоминает своего покойного деда, сражавшегося при Гастингсе. Если предположить, что дед лесничего принимал участие в данном сражении, будучи лет двадцати, а Губерту во время действия романа (1194) около тридцати, следует признать, что и отец лесничего, и сам он были весьма поздними детьми, и их отцам на момент рождения сыновей могло быть около 60 лет.